# Diplazium curtisii
Diplazium curtisii är en majbräkenväxtart som först beskrevs av och som fick sitt nu gällande namn av Richard Eric Holttum.
Diplazium curtisii ingår i släktet Diplazium och familjen Athyriaceae. Inga underarter finns listade i Catalogue of Life.